# چلچله گلوخاکستری
چلچله گلوخاکستری (نام علمی: Riparia chinensis) نام یک گونه از سرده چلچله‌های کرانه‌ای است.